# Altona Meadows
Altona Meadows ist eine Vorstadt von Melbourne in Australien, 17 km südwestlich des Stadtzentrums von Melbourne. Seine Local Government Area ist Hobsons Bay. Bei der Volkszählung 2016 wurde eine Bevölkerungszahl von 19.160 ermittelt.
Zum Teil liegen die Cheetham Wetlands, ein Naturpark mit vielen befestigten Wegen zwischen den Lagunen, auf dem Gebiet von Altona Meadows. Das Feuchtgebiet zieht viele Zugvögel an und macht es damit zu einem attraktiven Wander- und Vogelbeobachtungsgebiet.

## Geschichte
Das Postamt Altona Meadows wurde am 15. März 1996 eröffnet.

## Schulen

### Altona Meadows Primary School
Die Altona Meadows Primary School ist eine staatliche Grundschule. Ca. 350 Schüler besuchen diese Schule von der Vorschule bis zur 6. Klasse. Sie haben unterschiedliche multikulturelle und sozio-ökonomische Hintergründe. Ein bekannter früherer Schüler ist der Australian-Football-Spieler Daniel Giansiracusa.

## Verwaltung und Politik
Altona Meadows gehört zum Bundeswahlkreis Gellibrand (der z. Z. von Nicola Roxon gehalten wird) und zum Staatswahlkreis Altona, sowie zum Bezirkswahlkreis Hobsons Bay.
Wie andere typische westliche Arbeitervorstädte von Melbourne ist Altona Meadows eine sichere Hochburg der ALP. Seit allerdings in der Howard-Ära viele neue Häuser gebaut worden sind und sich der Mittelstand zunehmend dort etabliert hat, zeigt der Wahlkreis einen größeren als den sonst üblichen Ausschlag in Richtung liberaler Politik, auch wenn er im Großen und Ganzen solide für die ALP stimmte.

## Bekannte Einwohner
Greg Inglis, bekannter australischer Rugby-Spieler, wohnt in Altona Meadows.